# تشارلز فريدريك بريغز
تشارلز فريدريك بريغز (بالإنجليزية: Charles Frederick Briggs)‏ هو صحفي أمريكي، ولد في 30 ديسمبر 1804 في نانتوكيت في الولايات المتحدة، وتوفي في 20 يونيو 1877 في نيويورك في الولايات المتحدة.